# Фронташ
„Фронташ“ је југословенски филм из 1976. године. Режирао га је Бранко Плеша, а сценарио су писали Мирко Ковач и Симо Матавуљ.

## Улоге
| Глумац          | Улога                |
| --------------- | -------------------- |
| Адем Чејван     |                      |
| Горан Плеша     |                      |
| Милан Пузић     |                      |
| Мида Стевановић | Јован, друг Драгишин |